# Лопес, Сесар

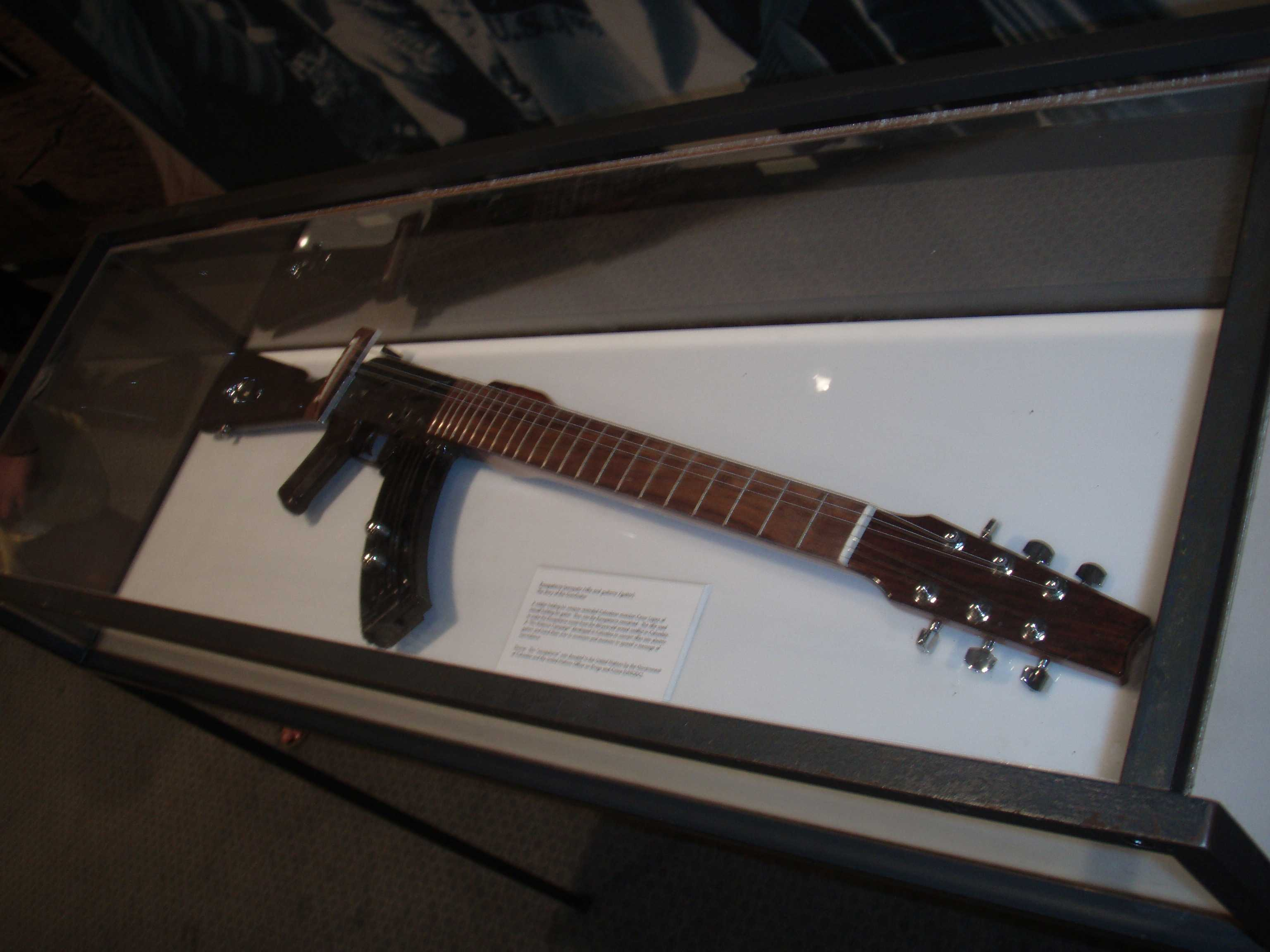
Эскопетарра Лопеса, выставленная в штаб-квартире ООН

Сесар Лопес (исп. César López; родился в 1973 году, Богота) — колумбийский музыкант, вегетарианец, активист.

## Биография
В 2003 году создал эскопетарру — гибрид гитары и винтовки, один экземпляр которой был продемонстрирован 11 сентября 2007 года в штаб-квартире ООН, в Вене.

## Внешние ссылки
- Официальный сайт
- Гитарный журнал. Заряженные гитары Сесара Лопеса. Дата обращения: 24 мая 2008. Архивировано 13 марта 2012 года.
- MEMBRANA. La Escopetarra: музыкант сделал гитару из ружья (15 марта 2006). Дата обращения: 24 мая 2008. Архивировано из оригинала 17 апреля 2013 года.
- DELFI. Винтовки — на гитары (12 сентября 2007). Дата обращения: 24 мая 2008. Архивировано 13 марта 2012 года.